# پوست پوستی شدن
پوست پوستی شدن (به انگلیسی: Desquamation) یا لایه‌برداری پوست، به ریختن غشای خارجی‌ترین لایهٔ یک بافت، مانند پوست گفته می‌شود.

## پوست

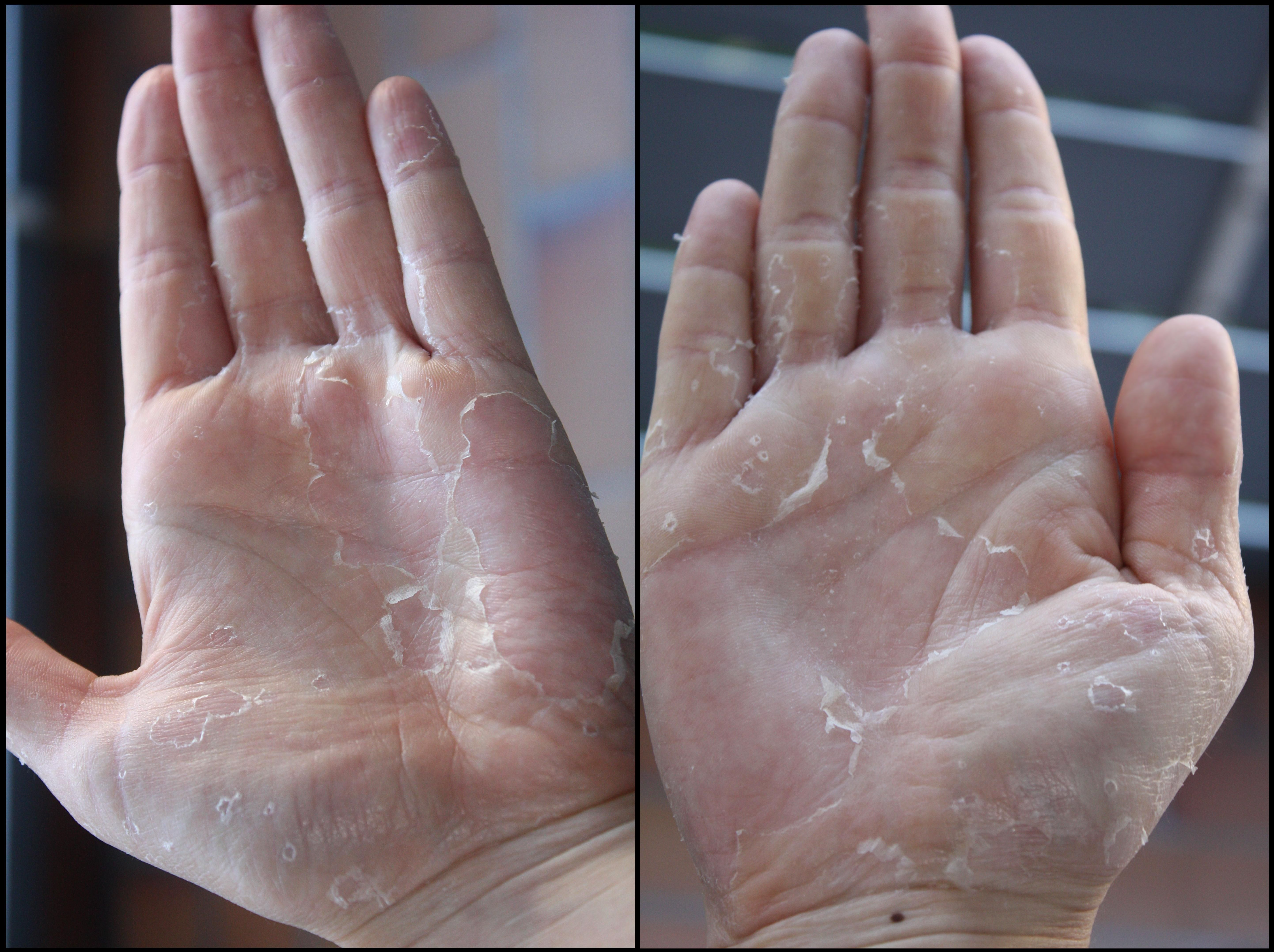
پوست پوستی شدن دست‌ها، ناشی از عفونت مخملک است

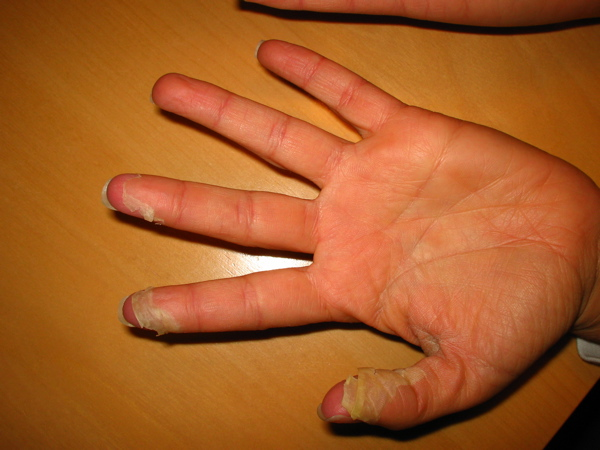
پوسته پوسته شدن نوک انگشتان ناشی از تب زرد

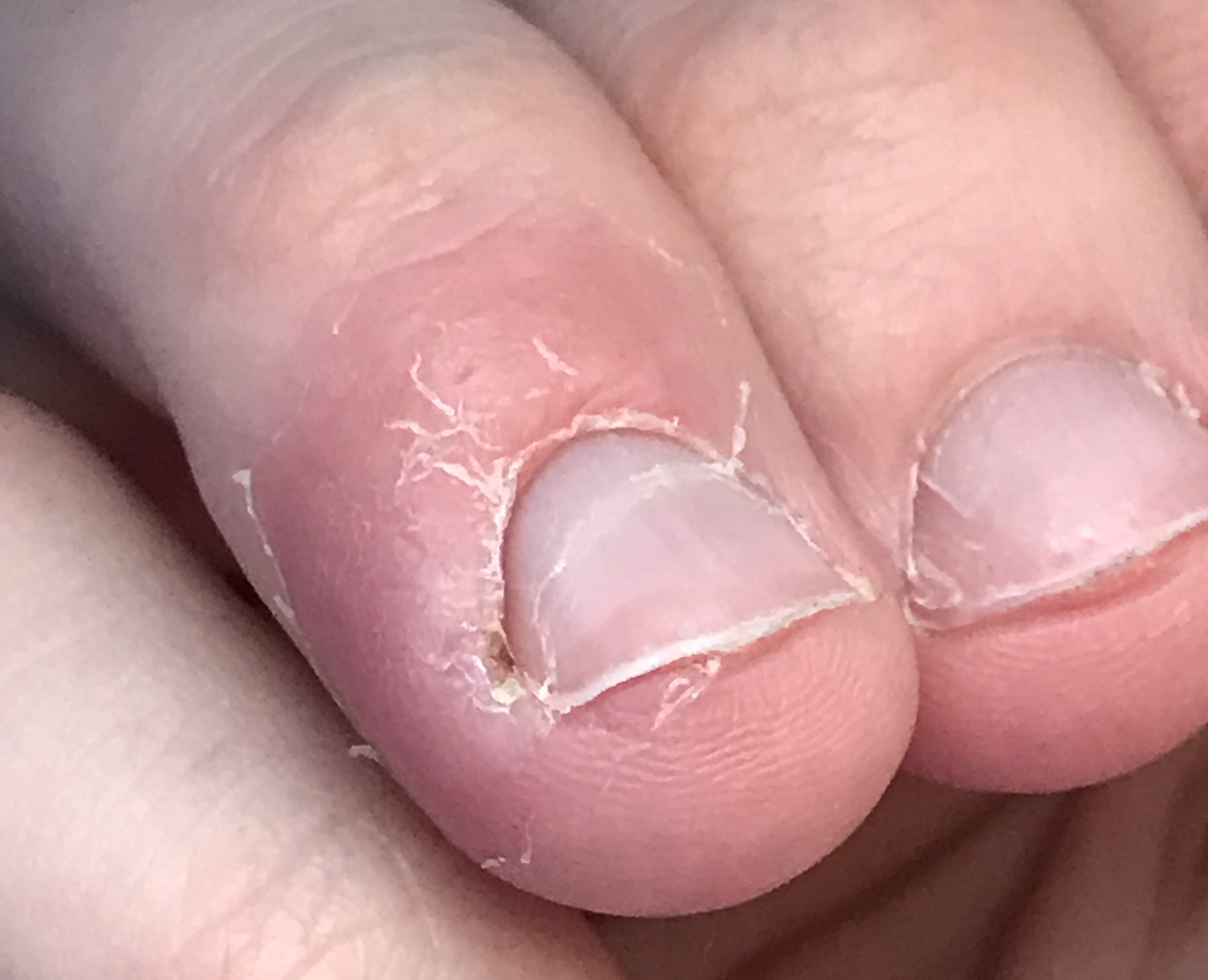
پوسته پوسته شدن انگشت، ناشی از ظهور بیماری عقربک

به‌طور طبیعی پوست پوستی شدن غیرپاتولوژیک وقتی اتفاق می‌افتد که کراتینوسیت‌ها (سلول‌های اصلی سازندهٔ روپوست) بعد از حرکتی حدوداً ۱۴ روزه، به‌طور جداگانه بریزند. در این حالت پوستی غیرطبیعی ظاهر می‌شود. پس از غوطه‌وری پوست در آب گرم یا داغ، این پدیده قابل مشاهده است زیرا باعث می‌شود لایهٔ بالایی سلول‌های مردهٔ پوست بریزد و به همین علت یک نتیجهٔ معمول استفاده از حمام آب گرم است. در پوسیدگی پاتولوژیک، مانند آنچه که در Ichthyosis وابسته به X مشاهده می‌شود، لایهٔ شاخی پوست (لایهٔ خارجی پوست) ضخیم‌تر می‌شود (هیپرکراتوز)، و یک خشکی یا زبری به پوست می‌دهد و به جای جداسازی آن‌ها به صورت سلول‌های تک، قرنوسیت‌ها گروهی می‌ریزند و پوسته پوسته شدن در مقیاس قابل مشاهده‌ای شکل می‌گیرد. پوست پوستی شدن روپوست ممکن است به علت بیماری یا جراحت پوست باشد. به عنوان مثال، هنگامی که دانه‌های سرخک از بین می‌رود، پوست آن ناحیه پوسته پوسته می‌شود. لایه‌برداری پوست به‌طور معمول پس از بهبودی سوختگی درجهٔ اول یا آفتاب‌سوختگی اتفاق می‌افتد. سندرم شوک سمی، (واکنش سیستم ایمنی بدن به عفونت باکتریایی‌ای مانند استافیلوکوک اورئوس که خطر مرگ را به دنبال دارد)، و مسمومیت جیوه‌ای می‌تواند باعث پوسیدگی شدید شود. سایر بیماری‌های جدی پوستی که باعث پوسیدگی‌های شدید می‌شوند شامل سندرم استیونز-جانسون و نرولیز اپیدرمی سمی (TEN) می‌باشد. تابش امواج رادیویی می‌تواند پوسیدگی خشک یا مرطوب را ایجاد کند.

## چشم‌ها
برخی از بافت‌های چشم، از جمله ملتحمه و قرنیه، ممکن است در بیماری‌هایی مانند سندرم خشکی چشم، تحت درمان قرار بگیرند. اما پوست پوستی شدن عدسی‌ها به دلیل آناتومی چشم انسان غیرممکن است.